# Fados
Pour plus de détails, voir Fiche technique et Distribution.
Fados est un film hispano-portugais réalisé par Carlos Saura en 2007 et sorti en 2008.

## Synopsis
Long métrage dédié au fado, ce style musical mélancolique portugais qui s'est étendu de l'Angola au Brésil. La chanteuse portugaise Cuca Roseta y présentait une chanson.

## Fiche technique
- Titre : Fados
- Réalisation : Carlos Saura
- Scénario : Carlos Saura, Ivan Dias
- Producteur : Luis Galvao Teles, Antonio Saura, Ivan Dias
- Durée : 85 minutes
- Sortie : 2007
- Distributeur : K-Films Amérique (Québec)
- Pays : Espagne, Portugal

## Distribution
- Chico Buarque de Holanda
- Camané
- Carlos do Carmo
- Lila Downs
- Cesária Évora
- Toni Garrido
- Lura
- Alfredo Marceneiro
- Mariza
- Miguel Poveda
- Amalia Rodrigues
- Argentina Santos
- Ana Sofia Varela
- Caetano Veloso